# افشای گفت‌وگوی گروهی دولت ایالات متحده
از ۱۱ مارس تا ۱۵ مارس ۲۰۲۵، گروهی از رهبران امنیت ملی ایالات متحده در مورد عملیات نظامی قریب‌الوقوع علیه حوثی‌ها در یمن از خدمات ارتباطی ناامن و دستگاه‌های شخصی برای انجام یک گفتگوی گروهی در پیام‌رسان سیگنال استفاده کردند. برخی از اعضای گروه عبارت بودند از: جی‌دی ونس، معاون رئیس‌جمهور. پیت هگست، وزیر دفاع؛ مارکو روبیو، وزیر امور خارجه؛ تولسی گابارد مدیر اطلاعات ملی ; و مایکل والتز، مشاور امنیت ملی. این افشاگری زمانی رخ داد که والتز به اشتباه جفری گلدبرگ، سردبیر مجله آمریکایی آتلانتیک را به گروه اضافه کرد. در ۱۵ مارس، هگزت از گروه برای به اشتراک گذاشتن جزئیات حملات هوایی قریب‌الوقوع، از جمله زمان پرتاب و حمله استفاده کرد. نام یک افسر زن مخفی فعال سیا توسط مدیر سیا در چت عنوان شد، ونس و هگزت نیز در پیام‌هایی در گروه نسبت به متحدان اروپایی ابراز انزجار کردند.
محتوای گروه در ۲۴ مارس، زمانی که گلدبرگ رونوشت نیمه ویرایش‌شده‌ای را در آتلانتیک منتشر کرد، عمومی شد. برایان هیوز، سخنگوی شورای امنیت ملی کاخ سفید، صحت این گفتگو را تأیید کرد. پس از اینکه دیگر مقامات دولت ترامپ در توصیف گلدبرگ از بخش‌های ویرایش‌شده به عنوان احتمالاً حاوی اطلاعات طبقه‌بندی شده مخالفت کردند، آتلانتیک کل متن را در ۲۵ مارس منتشر کرد.
این حادثه نگرانی‌هایی را در مورد عملکردهای امنیت اطلاعات رهبران امنیت ملی، اطلاعات حساس دیگری که ممکن است فاش کرده باشند، قوانین حفظ سوابق، پاسخگویی در دولت ترامپ و موارد دیگر را برانگیخت.
رسوایی سیاسی و نشت اطلاعاتی دولت ایالات متحده سیگنال‌گیت نامیده شده است.

## پیش‌زمینه

### حملات آمریکا به یمن

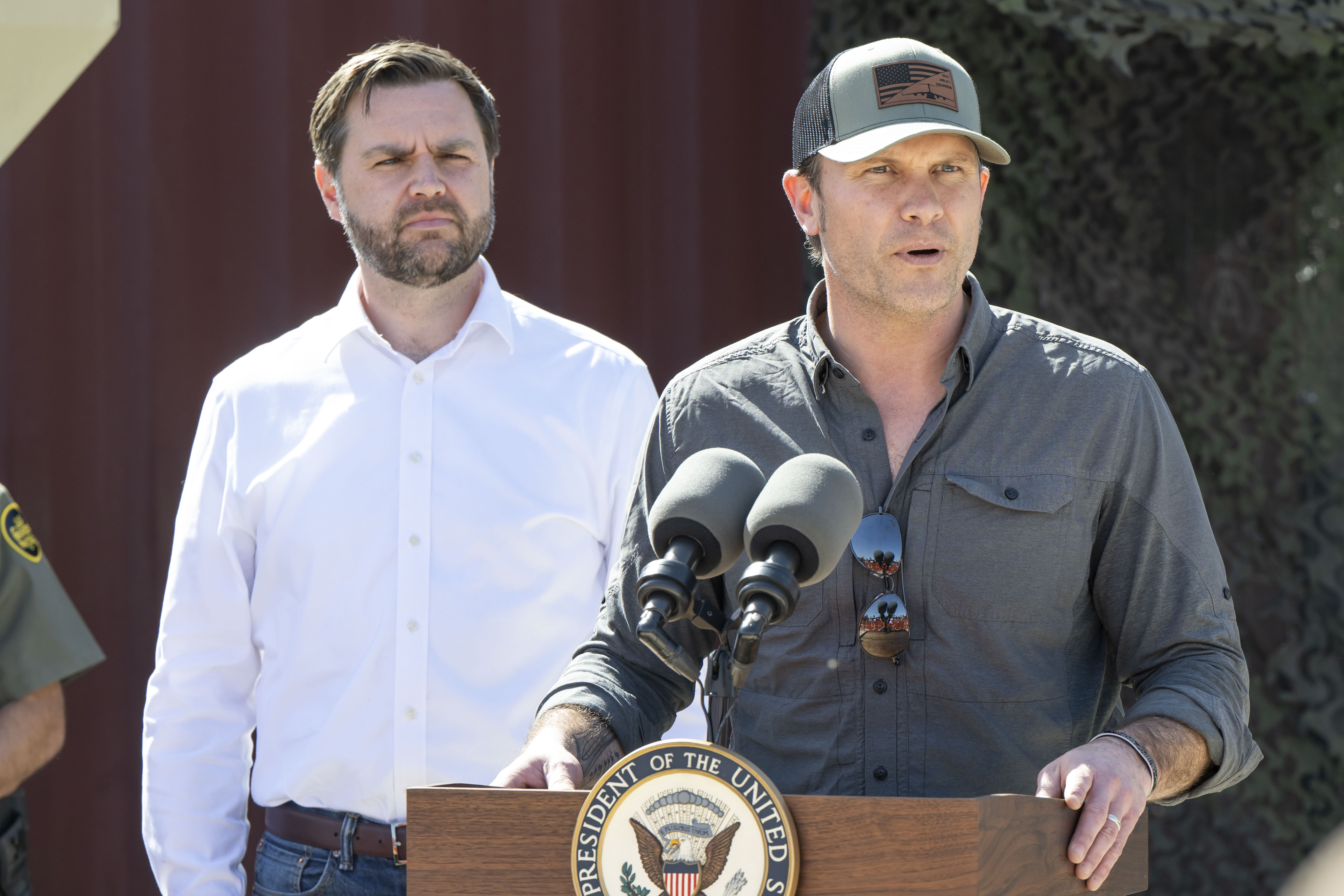
جی دی ونس و پیت هگزت، دو تن از مقامات بلندپایه دولت دوم ترامپ که در گفتگوی گروهی حضور داشتند.

پس از حمله حماس به اسرائیل در ۷ اکتبر ۲۰۲۳ و جنگ متعاقب آن در غزه، دولت حوثی در یمن حملات خود را به اسرائیل و علیه کشتی‌رانی بین‌المللی در دریای سرخ از جمله بمباران، ربودن و انهدام کشتی‌های تجاری آغاز کرد. در ژانویه ۲۰۲۴، ایالات متحده و بریتانیا در اقدامی تلافی‌جویانه یک سری حملات هوایی علیه حوثی‌ها را آغاز کردند.
پس از روی کار آمدن در ژانویه ۲۰۲۵، دولت ترامپ مدعی شد که نسبت به اختلالات حوثی‌ها در خطوط کشتیرانی بین‌المللی واکنش قاطع تری نسبت به آنچه دولت بایدن انجام داده بود، اجرا خواهد کرد. پس از اجرای آتش‌بس جنگ غزه در سال ۲۰۲۵ در ۱۹ ژانویه، حوثی‌ها اعلام کردند که به‌جز کشتی‌های وابسته به اسرائیل، حمله به دیگر کشتی‌های عبوری از دریای سرخ را متوقف خواهند کرد. پس از آنکه اسرائیل از ورود کمک‌های بشردوستانه به غزه جلوگیری کرد، حوثی‌ها حملات خود را در ۱۱ مارس از سر گرفتند. در ۱۵ مارس، ایالات متحده یک سری حملات هوایی دیگر در یمن انجام داد.

### پیام‌رسان سیگنال

سیگنال، نرم‌افزاری که در مرکز نشت قرار دارد، یک پلت فرم دولتی تأیید شده برای به اشتراک گذاری اطلاعات طبقه‌بندی شده نیست.

سیگنال، یک برنامه پیام‌رسانی تلفن همراه است که به لطف ویژگی‌هایی مانند رمزگذاری سرتاسر برای همه پیام‌ها و تماس‌های صوتی به‌طور پیش‌فرض، جمع‌آوری حداقل داده‌ها و حذف خودکار پیام‌ها، به ویژه پس از نقض ارتباطات راه دور چین در سال ۲۰۲۴، در بین عموم محبوبیت پیدا کرد. دولت ایالات متحده استفاده از سیگنال برای تجارت رسمی را به‌دلیل قوانین حفظ سوابق و به‌دلیل اینکه در صورت به خطر افتادن دستگاه کاربر ممکن است ویژگی‌های امنیتی برنامه کار نکند، منع کرده است. در ۱۸ مارس ۲۰۲۵، پنتاگون با ارسال یادداشتی به سراسر وزارتخانه هشدار داد: «لطفاً توجه داشته باشید: برنامه‌های پیام‌رسان شخص ثالث (مانند سیگنال) طبق خط‌مشی برای تمرین‌های پاسخگویی/ فراخوان طبقه‌بندی‌نشده مجاز هستند، اما برای پردازش یا ذخیره اطلاعات غیرمحرمانه نظامی غیرعمومی تأیید نشده‌اند.».

### اظهارات گذشته اعضای دولت ترامپ
اعضای دولت ترامپ که در چت گروه سیگنال شرکت داشتند یا بعداً فاش شدن آن را کم‌اهمیت جلوه دادند، قبلاً از هیلاری کلینتون به دلیل جنجال‌های ایمیلی اش انتقاد کرده بودند: دونالد ترامپ در سال ۲۰۱۶ گفت که کلینتون تلاش کرد "امنیت دولت را دور بزند" و "اطلاعات طبقه بندی شده را روی یک سرور ناامن ارسال و دریافت کرد و امنیت مردم آمریکا را در معرض تهدید قرار داد". پیت هگست در سال ۲۰۱۶ گفت که متحدان آمریکا "نگران خواهند شد که رهبران ما ممکن است آنها را به دلیل سهل انگاری فاحش یا سهل انگاری آنها در مدیریت اطلاعات افشا کنند" استفان میلر در سال ۲۰۲۲ گفت که "دشمنان خارجی به راحتی می‌توانند عملیات طبقه بندی شده و اطلاعات اطلاعاتی را به دلیل استفاده از "ارتباطات غیرقانونی" هک کنند. در حالی که مایک والتز چگونه کلینتون توانست "۳۳ هزار ایمیل دولتی را در یک سرور خصوصی حذف کند" محکوم کرد.
سایر اعضای دولت ترامپ که در گفتگوی گروهی سیگنال شرکت داشتند نیز قبلاً بر لزوم مجازات شدید نقض‌های امنیتی تأکید کرده بودند. تولسی گابارد در ۱۴ مارس ۲۰۲۵ گفت: «هر گونه انتشار غیرمجاز اطلاعات طبقه‌بندی شده نقض قانون است و با آن رفتار خواهد شد»، در حالی که جان رتکلیف در سال ۲۰۱۹ اظهار داشت: «استفاده نادرست از اطلاعات طبقه‌بندی شده همچنان نقض قانون جاسوسی است.»

## اعضا
۱۹ عضو این گروه شامل این افراد به علاوه یک افسر سیا بودند که نامش توسط آتلانتیک مخفی شد:
| نام             | توضیحات                                                                                 |
| --------------- | --------------------------------------------------------------------------------------- |
| واکر بارت       | کارمند حرفه ای برای جمهوری خواهان کمیته نیروهای مسلح مجلس                               |
| اسکات بسنت      | وزیر خزانه داری                                                                         |
| تولسی گابارد    | مدیر اطلاعات ملی                                                                        |
| جفری گلدبرگ     | سردبیر آتلانتیک                                                                         |
| پیت هگست        | وزیر دفاع                                                                               |
| دن کاتز         | رئیس ستاد وزیر خزانه داری                                                               |
| جو کنت          | سرپرست ستاد ریاست اطلاعات ملی؛ همچنین به عنوان رئیس مرکز ملی مبارزه با تروریسم نامزد شد |
| «یعقوب»         | هویت نامعلوم                                                                            |
| برایان مک کورمک | رئیس ستاد شورای امنیت ملی                                                               |
| استیون میلر     | معاون رئیس ستاد سیاست گذاری کاخ سفید                                                    |
| مایک نیدهام     | مشاور و مشاور ویژه در امور سیاست خارجی وزارت امور خارجه                                 |
| جان رتکلیف      | رئیس سازمان اطلاعات مرکزی آمریکا                                                        |
| مارکو روبیو     | وزیر امور خارجه                                                                         |
| سوزی وایلز      | رئیس کارکنان کاخ سفید                                                                   |
| استیو ویتکاف    | فرستاده ویژه ایالات متحده در خاورمیانه                                                  |
| مایک والتز      | مشاور امنیت ملی                                                                         |
| الکس وانگ       | معاون مشاور امنیت ملی                                                                   |
| جی دی ونس       | معاون رئیس‌جمهور ایالات متحده                                                            |